# Arthur y George
Arthur y George (2005) es la décima novela escrita por el autor Inglés Julian Barnes que toma como base la verdadera historia del escándalo de "Great Wyrley Outrages". 

## Argumento
Nos situamos alrededor del siglo XX, en aquel entonces dos figuras históricas actuales: El gran desconocido George Edalji, un medio indio notario, injustamente acusado de matar a un número de animales de granja. Y el muy conocido Sir Arthur Conan Doyle, autor de las historias de Sherlock Holmes, quien, tras la muerte de su esposa,no encontraba sentido a la vida. Al tropezarse con el caso de Mr Edalji decide por primera vez volver al mundo real para trabajar como detective.

## Personajes
- George Edalji, notario en Birmingham.
- Charlotte Edalji (nacida en Stoneham) madre de George.
- Shapurji Edalji, padre de George.
- Maud Edalji, hermana de George.
- Mr. Meek, abogado de George.
- Sir Arthur Conan Doyle, el famoso autor.
- Jean Lackie, segunda mujer de Conan Doyle.
- Louisa "Touie" Hawkins, mujer de Doyle.
- The Mam, madre de Arthur.
- Connie, hermana de Arthur.
- Willie Hornung, marido de Connie.
- Mary Doyle, hija de Arthur y Touie.

## Resumen
La historia de Arthur y George está cargada con una forma única y compleja de ironía, a la vez cómica y trágica, por la que Barnes es conocido. 
En esta novela, sin embargo, la raza de Edajis y la pregunta sobre el gran papel que jugó en su injusta condena, representa un nuevo tema para Barnes: Britishness en su frustrante, muerte y espiritualidad, y los retos a los que el corazón humano se tenía que enfrentar.  
Como siempre, Barnes está interesado en cómo los personajes son formados con el tiempo. 
Arthur y George es, en múltiples formas, una continuación de la exploración sobre los temas que exploró en Metroland, Talking it over, Love... y especialmente en The Lemon Table.

## Premios y nominaciones
- En 2005 estuvo en la lista de nominados para el premio Man Booker Prize.

- En 2007 estuvo nominado para recibir el premio IMPAC International Dublin Literary Award.

## Publicaciones
- El 7 de julio de 2005, se publicó en UK, Jonathan Cape ISBN 0-224-07703-1, en edición cartoné.
- El 9 de septiembre de 2005, fue publicada en Canadá, Random House ISBN 0-679-31417-2, en edición cartoné.
- El 3 de enero de 2006, se publicó en USA, Alfred A. Knopf ISBN 0-307-26310-X, en edición cartoné.